# Иван Рашков
 Тази статия е за просветителя.  За кмета на Копривщица вижте Иван Рашков (кмет).  
Иван Попкостов Рашков е български просветен деец от Македония.

## Биография
Иван Рашков е роден на 8 септември 1882 година в град Якоруда, тогава в Османската империя. Учи в Якоруда и Мехомия, а в 1902 година завършва Сярското българско педагогическо училище. Заминава за Княжеството и от 1902 до 1906 година е учител в кутловишкото село Главановци. В 1906 година се връща в Османската империя и става учител в Якоруда. В 1909 година е сред основателите на Якорудското читалище.
Умира на 7 май 1922 година в Якоруда.